# Raecius jocquei
Raecius jocquei is een spinnensoort uit de familie Udubidae. De soort komt voor in Ivoorkust.